# 水玉霉科
水玉霉科（学名：Pilobolaceae）也称水玉霉菌科，为毛霉目的一个科。此科的模式属为水玉霉菌属(Pilobolus)。
通常，这个科的物种具有广泛的分布，尽管它们中的一些的分布局限在热带和亚热带地区。

## 下级分类
- 水玉霉菌属 Pilobolus
- 星玉霉属 Utharomyces[2][3]

## 形态
所有的该科物种都长有不同寻常的、光养性的孢囊柄。
这些孢囊柄上长着深色的、
被草酸钙晶体覆盖的、柱状的孢子囊。
在水玉霉属和星玉霉属中，充满叶黄素的膨胀的结构上长着子实体； 
这两个属也长有附属的小子囊泡。
接合孢子形成在双螺旋状缠绕的囊柄上，
它们经常出现在粪便的上面或者下面。

## 生境
所有的这些物种都生长在粪便上，但是在一些罕见的情况下它们也能在与粪便相隔离的土壤中被发现。
水玉霉属的真菌经常出现在大多数种类的食草动物粪便里，
而星玉霉属的真菌长在啮齿类动物的粪便中。 
星玉霉属似乎只在热带地区分布。

## 传播
这些真菌的传播方式是令人惊叹的。
许多种类的水玉霉属真菌的孢子想要萌发的话，就必须得穿过食草动物的肠道。
这也产生了一个问题，大多数的动物都不愿意在它们自己的粪便旁进食。
作为补偿，它们产生了一种奇异的传播孢子的机制。

在水玉霉属中，
膨胀的孢子囊起到了透镜的作用，它可以把阳光聚焦在孢子囊底部的具有光敏性的色素上。
这样孢子囊里面就会产生膨胀压力，压力越来越高直到它破裂，
孢子会被喷射到两米以外。
草酸钙晶体帮助孢子囊黏合到它所着陆的表面上，
如果表面是湿润的，晶体将帮助孢子囊旋转。
这种旋转让孢子囊周围的粘液（在晶体下面）把孢子粘在表面上，孢子在那里等待其被食草动物摄食。
科学家也观察到土壤线虫会爬上或游上孢子囊搭便车。
虽然许多物种都能做到这点，
但似乎只有一种网尾属的Dictyocaulus vivipores（它是一种寄生牛的肺线虫）能够在这段旅途中幸存下来。
此外，它们的传播机制尚不完全明确。
这两个属的孢子囊都有趋光性，
它们会伸长到孢子囊接触到固体表面。
在水玉霉属中，接触到表面会使孢子柱破裂，
这将释放孢子囊，粘液将其黏在了新的表面上。
在星玉霉属中，它会让小子囊泡破裂。
释放出来的细胞质将起到胶水的作用，会把孢子囊的膨大部分粘到表面上。